# Test químic
En química, un test químic és un procediment qualitatiu o quantitatiu dissenyat per quantificar o provar l'existència d'un compost químic o un grup químic amb l'ajuda d'un reactiu específic.

## Propòsit
Les proves químiques poden tenir molts de propòsits, com ara:
- Determinar, o verificar que es compleixen els requisits d'una especificació, un reglament o un contracte.
- Decidir si un nou programa de desenvolupament de productes està anant en la direcció correcta: Demostrar una prova de concepte.
- Demostrar la utilitat d'una patent proposta.
- Determinar les interaccions d'una mostra amb altres substàncies conegudes.
- Determinar la composició d'una mostra.
- Proporcionar dades tècniques estandarditzades per a altres proves científiques, mediques i d'avaluació de la qualitat.
- Avaluar la idoneïtat per a l'ús final.
- Proporcionar una base per a la comunicació tècnica.
- Proporcionar un mitjà tècnic de comparació de diverses opcions.
- Proporcionar proves en procediments judicials.

## Proves bioquímiques
- Clinistrips, prova d'anàlisi quantitatiu del sucre en l'orina.
- Les proves d'assaig Kastle-Meyer per detectar la presència de sang.[1]
- Les proves de salicitat són una categoria d'anàlisis de fàrmacs que se centren en la detecció d'acid acetilsalicílic.
- La tinció amb iode per detectar midó.[2]
- Les proves de detecció de Van Slyke per aminoàcids específics.[3][4]
- La prova de Zimmerman per detectar cetoesteroides.[5][6]
- La prova de Seliwanoff per diferenciar entre aldosa i sucres cetosa.
- La prova de lípids: s'afegeix etanol a la mostra, i després d'agitar; s'afegir aigua a la solució, i s'agita de nou. Si el greix hi és present, el producte es torna blanquinós.
- La prova de Sakaguchi detecta la presència d'arginina en proteïnes.[7]
- La reacció Hopkins Cole detecta la presència de triptòfan en proteïnes.[8][9]
- La reacció 'nitroprusside' per la detectar la presència de grups tiol lliures de cisteïna en proteïnes.
- La reacció Sullivan detecta la presència de cisteïna i cistina en les proteïnes.
- La reacció Creditors-Rosenheim detecta la presència de triptòfan en proteïnes.
- La reacció Pauly per detectar la presència de la tirosina o histidina en proteïnes.
- La prova de Heller per detectar la presència d'albúmina en l'orina.
- La racció de Gmelin detecta la presència de pigments biliars en l'orina.
- La prova de fenc per detectar la presència de pigments biliars en orina.

### Reducció de sucres
- La prova de Barfoed detecta la reducció de polisacàrids o disacàrids.
- La reacció de Benedict detecta la reducció de sucres o aldehids.
- La solució de Fehling per detectar sucres reductors o aldehids, similar a la reacció de Benedict.
- La reacció de Molisch per detectar carbohidrats.
- La prova de Nylander per detectar sucres reductors.
- La prova de furfaral ràpid, per distingir entre glucosa i fructosa.

### Proteïnes i polipèptids
- Les proves d'assaig d'àcids bicinconinic per detectar proteïnes.
- Proves amb reactiu de Biuret per detectar proteïnes i polipèptids.
- L'assaig Bradford mesura proteïnes quantitativament.
- L'amilasa Phadebas per determinar l'activitat d'alfa-amilasa.

## Proves orgàniques
- Les proves d'assaig de Griess per detectar els compostos de nitrats orgànics.
- Les proves de Reacció de l'haloform per detectar la presència de cetones de metil, o compostos que poden ser oxidats a metil cetones.
- La prova Schiff detecta aldehids.
- Les proves de Tollens per detectar aldehids.
- Els assaig de Zeisel per a la determinació de la presència d'èsters o èters.
- El reactiu de Lucas es fa servir per diferenciar entre alcohols primaris, secundaris i terciaris.
- La prova del brom es fa servir per determinar la presència d'insaturacions o fenols.

## Proves inorgàniques
- Les proves amb clorur de bari per detectar sulfats.
- Les proves d'assaig de Beilstein per determinar halogenurs quantitativament.
- Les proves d'assaig bòrax per detetctar la presència de certs metalls.
- El mètode Carius per mesurar halògens halurs quantitativament.
- Els assajos a la flama per detectar ions metàl·lics.
- Les proves d'assaig Gilman per a la presència d'un reactiu de Grignard.
- El mètode Kjeldahl determina quantitativament la presència de nitrogen.
- El reactiu de Nessler per detectar la presència d'amoníac.
- La ninhidrina es fa servir per detectar l'amoníac i amines primàries.
- La prova del fosfat per determinar la presència de fosfat.
- Les proves de fusió de sodi per provar la presència de nitrogen, sofre i halurs en una mostra.
- Les proves de determinació de Zerewitinoff per a qualsevol hidrogen àcid.
- La prova d'Oddy per detectar àcids, aldehids i sulfurs.
- Les proves d'assaig de Ginzberg per detetctar la presència d'àcid clorhídric.
- Les proves d'assaig de Kelling per detectar la presència d'àcid làctic.